# Vsevolod I av Kiev
Vsevolod I Jaroslavitj (fornkyrkoslaviska: Всеволод I Ярославич), född 1030, död 13 april 1093, var storfurste av Kievriket från 1078 och fram till sin död.

## Galleri

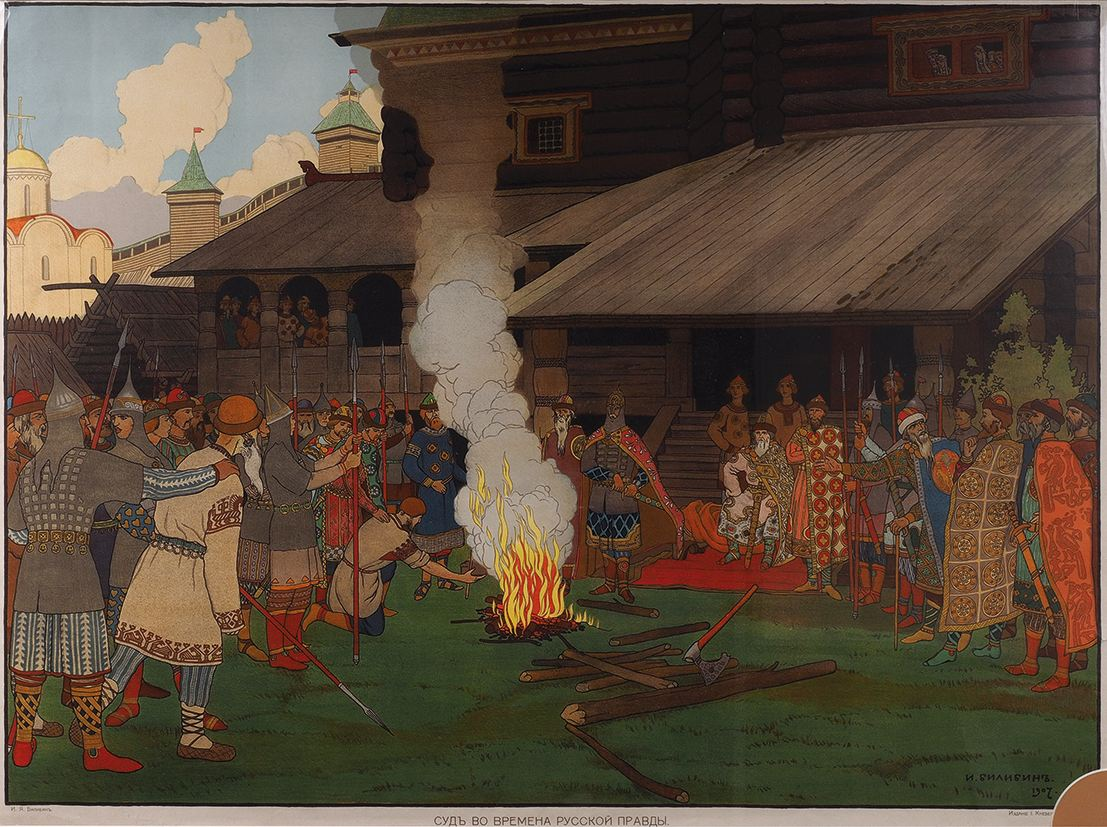
Kievska hovet vid tiden för Vsevolod I, teckning av Ivan Bilibin.